# Таракан (город)
Тарака́н, Тара́кан — город в Индонезии, в провинции Северный Калимантан. Население — 178 711 чел. (по данным 2008 года).

## География
Город Таракан расположен на одноимённом острове, у восточных берегов острова Калимантан. Город практически не возвышается над уровнем моря. Общая площадь составляет 657,33 км², из них суша — 250,80 км² и вода — 406,53 км².

## Климат
| Показатель                                                                       | Янв. | Фев. | Март | Апр. | Май | Июнь | Июль | Авг. | Сен. | Окт. | Нояб. | Дек. | Год  |
| -------------------------------------------------------------------------------- | ---- | ---- | ---- | ---- | --- | ---- | ---- | ---- | ---- | ---- | ----- | ---- | ---- |
| Средний суточный максимум, °C                                                    | 28   | 29   | 30   | 31   | 32  | 32   | 32   | 32   | 32   | 31   | 30    | 29   | 30,7 |
| Средний суточный минимум, °C                                                     | 24   | 23   | 24   | 24   | 24  | 24   | 24   | 24   | 24   | 24   | 24    | 24   | 23,9 |
| Температура воды, °C                                                             | 28   | 28   | 29   | 30   | 30  | 30   | 29   | 29   | 29   | 29   | 29    | 29   | 29,1 |
| Источник: http://www.worldclimateguide.co.uk/climateguides/indonesia/tarakan.php |      |      |      |      |     |      |      |      |      |      |       |      |      |

## Происхождение названия
Слово «таракан» происходит от двух слов из языка народа тидунг: Tarak (место встречи) и ngakan (есть, кушать). Такое название обусловлено тем обстоятельством, что остров издавна служил перевалочным пунктом для моряков и торговцев, где они могли и отдохнуть, и заключить сделки.

## История
В 1571 году на острове возникло королевство, население которого исповедовало ислам. Первыми европейцами, ступившими на берег Таракана, стали голландцы в 1863 году. В 1896 году голландская компания «Koninklijke Nederlandsche Petroleum Maatschappij» начала разработку месторождения нефти в этом районе. Рабочие для добычи нефти доставлялись, в основном, с Явы. В 1920-х годах здесь добывалось до 5 млн баррелей в день. Нефть и нефтепродукты продавались по большей части в Японию.
Во время Второй мировой войны японцы поставили себе цель завладеть островом, что было обусловлено как наличием нефти здесь, так и его стратегическим положением. В ходе сражения за остров 11—12 января 1942 года японский флот решительным ударом выбил голландцев с острова. Во время войны здесь располагалась одна из так называемых «станций утешения». Город и остров были освобождены австралийскими войсками в мае-июне 1945 года в ходе второй битвы за Таракан.
После войны Таракан вошёл в состав независимой Индонезии. Во второй половине XX века административное положение города несколько раз повышалось; в 1997 году Таракан получил статус муниципалитета. В 2012 году он вошёл в состав новообразованной провинции Северный Калимантан, став единственным муниципалитетом в этой провинции.

## Экономика
Таракан по-прежнему является одним из лидеров по добыче нефти в бывшей Голландской Ост-Индии. Тем не менее, нефть и нефтепродукты составляют всего 6 % в экономике города; бо́льшая часть приходится на торговлю морепродуктами, древесиной и др.

## Транспорт
Город связан паромным сообщением с городом Баликпапан и округами Берау и Нунукан (все — Восточный Калимантан), а также с городом Тавау (штат Сабах, Малайзия). Морская связь осуществляется с городами на Сулавеси и Яве.
Таракан обслуживает аэропорт Джувата.

## Население
Население города составляет на 2008 год 178 711 человек. Из них мужчин — 93 154 и женщин — 84 957. Плотность населения — 716 чел./км².
| Религия       | Численность приверженцев, чел. |
| ------------- | ------------------------------ |
| Ислам         | 152 899                        |
| Протестантизм | 16 477                         |
| Католицизм    | 4745                           |
| Буддизм       | 2704                           |
| Индуизм       | 91                             |
| Другие        | 3                              |